# 자산 관리 시스템
자산 관리 시스템(영어: Property management system : PMS) 또는 호텔 운영 시스템(영어: Hotel Operating System : HOS)은 부동산, 제조, 물류, 지적 재산, 정부 또는 호텔 등과 같은 접대 시설 관리에 사용하는 시스템이다. 이 시스템들은 하나의 소프트웨어를 통해 모든 재산, 개인 재산, 유지 관리, 법률 및 인력을 포함한 장비의 관리를 용이하게 하는 전산 시스템이며 번거로우며 비효율적이기도 한 종이를 기반으로 하는 구식 방법을 대체했다. 대부분 클라이언트/서버 구성으로 배치된다. 오늘날 대부분의 차세대 자산 관리 시스템은 웹 및 클라우드 기술에 의해 유지되는 서비스형 소프트웨어(Software-as-a-Service) 모델을 선호한다. 

## 환대산업
1980년대에는 환대산업 최초의 자산관리시스템이 시중에 등장했다. 호텔에서 PMS라고도 알려진 자산 관리 시스템은 프론트 오피스의 운영 기능 조정, 판매 및 계획 수립, 보고 등과 같은 목표를 다루는 데 사용되는 종합적인 소프트웨어 애플리케이션이다. 이 시스템은 예약, 고객 세부 정보, 온라인 예약, 요금 게시, 판매 시점, 전화, 매출채권, 판매 및 마케팅, 이벤트, 식음료 비용, 재료 관리, HR 및 급여, 유지보수 관리, 품질 관리 및 기타 편의 시설과 같은 호텔 운영을 자동화한다. 호텔 자산 관리 시스템은 중앙 예약 시스템과 수익 또는 수익률 관리 시스템, 온라인 예약 엔진, 백 오피스, 판매 시점 정보 관리, 도어락, 하우스키핑 최적화, 유료 TV, 에너지 관리, 결제 카드 승인 및 채널 관리 시스템과 같은 타사 솔루션과 통합되거나 상호 작용할 수 있다.
호텔의 클라우드 컴퓨팅 속성 관리 시스템이 발전함에 따라 호텔의 기능은 고객 대면 기능과 같은 새로운 서비스 영역으로 확장되었다. 여기에는 온라인 체크인, 룸 서비스, 객실 제어, 고객-직원 통신, 가상 컨시어지 등이 포함된다. 이러한 새로운 기능은 주로 호텔이 로비  또는 객실에서 제공하는 모바일 기기로 투숙객에 의해 사용된다. 
좋은 PMS는 평균 업무율, RevPAR 또는 점유율과 같은 호텔 비즈니스의 기본성과 지표를 정확하고 적시에 알려야 하며, 식음료 경영진이 매장의 재고를 통제하고, 무엇을 얼마, 얼마나 자주 구매할지 결정하는 데 도움을 주어야 한다. 

## 지방 정부
자산 관리 시스템은 지방 정부 당국에서도 사용된다. 왜냐하면 이러한 당국들은 상점, 산업용 부동산, 심지어 술집과 같은 투자 재산은 말할 것도 없고 학교, 레저 센터, 사회적 주택, 공원 등의 대규모 부동산을 소유 및 관리를 하기 때문이다. 이 모두가 지방 자치단체에 필요한 소득자여서 자동화된 전산 시스템을 통해 얻는 효율성은 필수적이다. 

## 제조 및 물류 산업
자산 관리 시스템은 개인 재산을 관리, 통제 및 회계처리하는 데 사용된다. 자산은 최종 품목 산출물을 건설, 수리 및 유지하기 위해 취득하고 사용되는 장비, 공구 및 물리적 자본자산으로 정의된다. 재산 관리는 취득, 관리, 책임, 유지보수, 이용 및 처분을 포함하여 위에서 정의한 모든 취득 재산의 수명주기를 관리하는 데 필요한 프로세스, 시스템 및 인력을 포함한다. 

## 상업용 부동산
자산 관리 시스템은 지역 재산 관리자와 유지관리 담당자가 그들의 재산의 일상적인 운영을 관리할 수 있도록 한다. 상업용 부동산에 대한 재산정비는 위험관리, 유지관리, 통신, 입주자 만족도 등 주요 중점분야를 포함한다. 일반적으로 임대료 중 일정 비율의 합의된 임대료 지불은 재산 관리에 의해 서비스료로 징수된 임대료마다 공제된다. 이 서비스를 이용해 부동산 소유주에게 요금을 부과하는 다른 방법도 있지만, 비율 추심이 일반적이다.

## 같이 보기
- 호텔 예약 시스템
- 컴퓨터 예약 시스템
- 컴퓨터 지원 시설 관리
- 재산 관리 소프트웨어